# Franjo Jelačić
Franjo barun Jelačić (Petrinja, 1746. – Szala-Apathy, Mađarska, 4. veljače 1810.), hrvatski časnik, general i podmaršal austrijske carske vojske, član plemićke obitelji Jelačić, otac bana Josipa Jelačića.

## Ratovanje s Turcima
Stupio je u vojnu službu 1. siječnja 1763. Kapetan 1. banske pukovnije postao je 1772. godine. U činu dopukovnika sudjelovao je u Habsburško-turskom ratu 1788-1791. Bio je član stožera Hrvatskog armijskog korpusa (Kroatisches Armeekorps) Habsburške vojske, kojem su na čelu bili general topništva (Feldzeugmeister) Joseph Nikolaus barun de Vins i general-podmaršal Christoph Andreas von Wallisch, i koji je na proljeće 1790. krenuo iz Karlovca prema jugoistoku s namjerom da oslobodi od Turaka okupirane hrvatske krajeve. Tom prigodom je, nakog dulje opsade, 20. srpnja 1790. oslobođen Cetingrad. Upavši u isto vrijeme dublje u ondašnju Tursku Hrvatsku (današnju Bihaćku, odnosno Bosansku krajinu), Jelačić je sa svojom postrojbom porazio Turke kod Ljubine. U rujnu 1791. premješten je iz Gline u Ogulin. 

## Francuski revolucionarni ratovi

### Prva koalicija
Promaknut u čin pukovnika 1. svibnja 1794., postao je zapovjednik zbora hrvatskih strijelaca i sudjelovao u ratu s Francuskom na Rajni, gdje se istaknuo hrabrošću. Istaknuo se u bici kod Wüllena, 1794., te u bici kod Meissenhaima, 8. prosinca 1794. godine. Kod St. Wendela, na rijeci Blies u Saarlandu, zarobio je 200 vojnika i 8 časnika. Uspješno je sudjelovao i u bici kod Würzburga, 3. rujna 1796. Vješto je vodio prethodnicu u bici kod Aschaffenburga. Zbog navedenih zasluga promaknut je u veljači 1797.u čin generala carske vojske. 

### Druga koalicija
Jelačić je 1799. godine zapovijedao brigadom koja se u Italiji trebala spojiti s jedinicama ruskog maršala Suvorova. No, Jelačićeve snage napao je i potukao Andre Massena, jedan od najboljih Napoleonovih zapovjednika. Ubrzo se Jelačić iskupio svojom obranom Feldkircha u austrijskom Vorarlbergu. Francuski general Nicolas Oudinot, Massenina desna ruka, krenuo je na Feldkirch ali se, prešavši rijeku Iller, 22. ožujka 1799. našao pod napadom Jelačićevih postrojbi koje su natjerale Francuze natrag u rijeku. Massena je sljedećeg dana Oudinotu poslao pojačanja, ali ih je Jelačić, premda brojčano slabiji, prisilio na povlačenje u švicarski kanton Graubinden. Zbog ovog je pothvata Jelačić odlikovan visokim odlikovanjem, vojnim ordenom Marije Terezije, a dodijeljen mu je i naslov baruna. 
Iste se godine, 1799, vjenčao s barunicom Anom Portner, unukom ličkog generala Martina Kneževića. U kolovozu 1800. imenovan je podmaršalom. Bio je zapovjednik krajiške divizije u Petrovaradinu, gdje mu se rodio sin, budući general i hrvatski ban Josip Jelačić, a zatim u Karlovcu. Godine 1802. imenovan je vlasnikom 62. pješačke pukovnije. 

## Napoleonski ratovi

### Treća koalicija
Godine 1805. Jelačić je ponovno dobio zadaću da brani Vorarlberg, no ovoga puta nije bio tako uspješan. Napoleon je u Bitci kod Ulma potukao glavninu austrijske vojske, prisilivši 19. listopada 1805. generala Macka von Leibericha na predaju. Ubrzo nakon toga francuzi su prodrli u Vorarlberg, gdje je Jelačić zapovijedao sa 6 eskadrona konjice i 21 bataljunom pješaštva, te ga potisnuli. S ostacima svoje vojske od 4000 ljudi, Jelačić je krenuo u Češku, gdje se 4. prosinca 1805. sastao s carskom vojskom. 
Zbog tog je poraza bio umirovljen, ali je reaktiviran 1808. i imenovan divizionerom u Zagrebu. 

### Peta koalicija
Jelačić je ponovno ratovao s Francuzima kod Salzburga i u Štajerskoj. Sudjelovao je u bici kod St. Michaela, 25. svibnja 1809. protiv francuske vojske pod zapovjedništvom Napoleonovog pastorka Eugenea Beauharnaisa, talijanskog potkralja. Nakon toga bio je zapovjednik pričuvnih postrojbi kod Körmenda u Mađarskoj. U Mađarskoj se razbolio i umro u mjestu Szala-Apathy, gdje je i pokopan.

## Vanjske poveznice
- Podmaršal Franjo Jelačić od Bužima- slavni otac još slavnijeg sina, Hrvatski vojnik, broj 22/2005.  Arhivirana inačica izvorne stranice od 22. veljače 2008. (Wayback Machine)